# Музеј савремене уметности у Београду
Музеј савремене уметности у Београду прикупља, чува, проучава, публикује и излаже југословенску и српску уметност од 1900. године до данас.

## Историја

### Модерна галерија
Делатност Музеја савремене уметности почиње 1958. године, кад је актом Савеза за културу народног одбора града Београда донета Одлука о оснивању Модерне галерије, установе чији је задатак био да прати развој југословенске и српске модерне и савремене уметности XX века. Оснивач и први управник Модерне галерије која почиње са радом 1959, касније Музеја савремене уметности, био је Миодраг Б. Протић, сликар, теоретичар и уметнички критичар. Исте године Извршно веће Р. Србије је одлучило да за потребе Модерне галерије сазида зграду која би задовољила модерне музеолошке принципе и одредила локацију на Новом Београду, на ушћу Саве, наспрам Београдске тврђаве. Истовремено је расписан конкурс за израду идејног пројекта. Конкурс је завршен 1960. а изабрани аутори су били арх. Иван Антић (1923—2006) и арх. Иванка Распоповић (1930—2015). Зграда Музеја савремене уметности је грађена од 1960. до 1965. године. Културним добром – спомеником културе утврђена је 1987. године.

### Архитектура
Нова зграда Музеја савремене уметности представља једно од најзначајнијих остварења послератног југословенског градитељства и најзначајнији пример музејских објеката на простору некадашње Југославије. Архитектура Музеја сведочи о преплитању разноврсних утицаја, уметничких и културних тенденција, те друштвених и економских сила. Конципирана је као објекат оригиналне просторне композиције, која формира јединствен изложбени простор без унутрашњих преграда, подељен на неколико нивоа. У унутрашњости оригиналан допринос представља каскадно решење полуспратова и међунивоа. Тако је посетиоцима омогућено лако кретање, остварени су простори различитих спратних висина, а унутрашњи простор додатно је обогаћен сукцесивним панорамским визурама ка окружењу. Спољашњим изгледом објекта доминира форма од шест засечених двоспратних кубуса са изједначеном горњом котом крова. Кубуси су заротирани у односу на правоугаоно приземље под углом од 45 степени. Овом ротацијом, као и дијагоналним засецањем врхова кубуса, остварен је специфичан кристаломорфни утисак. Застакљивањем засечених површина крова обезбеђено је адекватно дневно осветљење изложбеног простора. Фасада доњег паралелопипеда је углавном транспарентна док су зидови кубуса претежно пуни, са фасадом обложеном белим венчачким мермером, чиме је у великој мери постигнута дематеријализација доње етаже и општи утисак лакоће објекта. Зграда Музеја савремене уметности својим изузетним обликовним квалитетима, јединственом формом, задовољењем функционалних захтева и квалитетним уклапањем у непосредно природно окружење, сврстава се у антологијска остварења домаћег градитељства у целини. Такође, важан елемент за сагледавање његових архитектонских вредности представља чињеница да је то прва наменски грађена зграда музејске намене у Београду. Аутори су за пројекат музеја награђени Октобарском наградом града Београда за архитектуру 1965. године. Такође, Иван Антић је добитник и Седмојулске награде за животно дело 1969. године и Велике награде архитектуре САС за 1984, у чијим образложењима је посебно истакнута вредност ауторског решења Музеја савремене уметности. Ово дело аутору је донело и чланство у САНУ 1976. године.

### Музеј савремене уметности
Савет Модерне галерије 1965. усваја нови назив — Музеј савремене уметности који је те године отворен 20. октобра. За управника је именован његов иницијатор и оснивач Миодраг Б. Протић.
Основну концепцију и физиономију Музеја савремене уметности у Београду начинио је Миодраг Б. Протић. Ради тога он је боравио у Паризу 1953—1954. и 1957. године, а посебно је био значајан његов студијски боравак у Њујорку 1963. где је детаљно проучио организацију, структуру и поставку Музеја модерне уметности чији је директор био Алфред Хамилтон Бар, писац и професор, оснивач модерне музеологије. На основу тих сазнања и искустава Протић је конципирао београдски Музеј савремене уметности формирајући збирке за сликарство, скулптуру, графику и цртеже и одељење за уметничку документацију. Основан је и атеље за конзервацију и рестаурацију.
Од 1974. у Музеју постоји Центар за визуелну културу и информације (као део образовног програма), а после 2001. године установљено је Одељење за дизајн и мултимедије и Дечји клуб.
Музеј је 2007. године затворен за публику када је отпочела прва фаза реновирања и обнове зграде. Након завршене последње фазе обнове, Музеј савремене уметности је након 10 година поново отворен за публику 20. октобра 2017. године изложбом "Секвенце. Уметност Југославије и Србије из збирки Музеја савремене уметности" аутора Дејана Сретеновића. Изложба обухвата преко 300 уметничких радова који су настали на подручју Југославије и данашње Србије у периоду од почетка 20. века до данас подељених у 18 секвенци.

## Збирке
- Збирка сликарства од 1900. до 1945.
- Збирка сликарства после 1945. године.
- Збирка скулптуре
- Збирка графике и цртежа
- Збирка нових уметничких медија (фотографија, филм, видео итд.)

## Галерије и легати
Као посебне установе постоје:
- Салон Музеја савремене уметности
- Галерија Петра Добровића
- Галерија-легат Милице Зорић и Родољуба Чолаковића
- Галерија Петра Лубарде (до 1980)

А у оквиру Музеја налазе се „Задужбина др Надежде и др Лазара Ристића“, „Легат Марка, Шеве и Маре Ристић“, „Легат Растиславе Табаковић“, „Легат Ане Чолак Антић“, „Легат Злате и Васка Прегеља“, „Легат Вана Живадиновића Бора“, „Легат Миодрага Б. Протића“, „Легат Ксеније Дивјак“, „Легат Милана Дединца и Радмиле Бунушевац-Дединац“, „Легат Ксеније Илијевић“.

## Делатност

### Изложбена
Музеј савремене уметности је начинио бројне студијске и ретроспективне изложбе српских и југословенских уметника. Његови најзначајнији подухвати били су у едицији „Југословенска уметност XX века“:
- 1967. Трећа деценија — конструктивно сликарство
- 1969. Надреализам и социјална уметност 1929—1950
- 1971. Четврта деценија — експресионизам боје и поетски реализам 1930—1940
- 1972. Српска архитектура 1900—1970
- 1973. Почеци југословенског модерног сликарства 1900—1920
- 1975. Југословенска скулптура 1870—1950
- 1978. Југословенска графика 1900—1950
- 1980. Југословенско сликарство шесте деценије
- 1985—1986. Југословенска графика 1950—1980

Музеј је приредио велики број ретроспективних изложби српских и југословенских уметника, међу којима су: Сава Шумановић, Иван Табаковић, Петар Лубарда, Надежда Петровић, Марко Челебоновић, Крсто Хегедушић, Љубо Иванчић, Габријел Ступица, Маријо Прегељ, Јован Бијелић, Коста Хакман, Недељко Гвозденовић, Петар Добровић, Наталија Цветковић, Пеђа Милосављевић, Милена Павловић-Барили, Зора Петровић, Милан Коњовић, Лазар Возаревић, Леонид Шејка, Стојан Ћелић, Олга Јанчић, Петар Омчикус, Фило Филиповић, Младен Србиновић, Олга Јеврић, Ксенија Дивјак, Миодраг Б. Протић, Ване Живадиновић Бор, Предраг Пеђа Нешковић, Радомир Дамњановић Дамњан, Косара Бокшан, Бора Иљовски, Неша Париповић, Раша Тодосијевић, Душан Оташевић и др.
Такође је у оквиру међународне сарадње организовао бројне изложбе европских и светских уметника и уметничких група као што су : Пабло Пикасо, Хуан Миро, Марсел Дишан, Раул Дифи, Франтишек Купка, Пол Кле, Тапиес, Ханс Хартунг, Роберт Смитсон, Јан Дибец, Бери Фланаган, Роберт Маплеторп, Ив Клајн, Емил Нолде, Атерсе, „Дада“, Чешки кубизам, Белгијски надреализам, Немачки експресионизам, „Мост“, „Плави јахач“, „Баухаус“, „Флуксус“, „КОБРА“, „Гутаи“, Енглески поп-арт, Нова америчка уметност, Млади британски уметници итд.
Музеј је организовао и две Међународне изложбе ликовних уметности 1977. и 1980. године.

### Издавачка
Први доприноси Музеја на плану публиковање документације прате се од 1961. године, када је објављен и први каталог изложбе Недељко Гвозденовић у Салону. Ту су објављени и основни подаци о школовању и излагачкој делатности уметника, као и библиографија. Ти каталози су били замишљени као мале монографије уметника, да би истовремено утицали на друге галерије да постигну један стручни стандард каталога. Мада се може тврдити да су каталози Салона били весници једног модернијег и професионалнијег рада, чињеница је да са пресељењем у нову зграду Музеју, настала и прекретница у раду на документацији. Са просторијама за библиотеку, документацију, хемеротеку и фото-службу, документација је добила нове, комплексније и значајније задатке и програме рада.
Музеј је у периоду од 1965. до 2014. одржано 1150 изложби. Од тога је 562 изложби одржано у Салону Музеја. Остале изложбе су одржане у згради Музеја 316, Галерији Петра Добровића 10, Галерији-легату Милице Зорић и Родољуба Чолаковића 67, а остатак у другим просторима у земљи и иностранству. А Музеј је издавач укупно 782 публикација. А остатак публикација је углавном преузето.
У издавачкој делатности, поред студијских каталога који су објављивани поводом великих изложби, значајна је и тротомна публикација „Идеје српске уметничке критике и теорије 1900—1950“, из 1980—1981. године.
У едицији „Српски критичари“ објављене су књиге: 
- Миодраг Б. Протић (разговор и библиографија), 1986
- Момчило Стевановић (студије, огледи, критике), 1988
- Лазар Трифуновић I-II (студије, огледи, критике), 1990
- Растко Петровић (есеји, критике), 1995

Године 1965, објављена је монографија „Музеј савремене уметности“, а потом 1983. и 2005. водичи кроз Музеј.

## Галерија
- Надежда Петровић, Из Иберзеа, уље на картону, 1907.
- Надежда Петровић - Манастир Високи Дечани
- Миливој Узелац, Кокота, уље на платну, 1920.
- Јелисавета Петровић, аутопортрет, уље на платну, 1925.
- Вељко Станојевић, Купачице, уље на платну, 1924.
- Јован Бијелић, Апстрактни предео, уље на платну, 1920.
- Живорад Настасијевић, Венера (женски акт), 1925.
- Васа Поморишац, Искушење св. Антонија, уље на платну
- Милан Миловановић, Цар Душанов мост на Вардару, уље на платну, 1907.
- Дон Кихот, рад Петра Палавичинија 1927.
- Растко Петровић рад Петра Палавичинија 1922.
- Глава Христа рад Томе Росандића 1915.
- Торзо рад Антуна Аугустинчића 1927.
- Преља рад Франа Кршинића 1939.
- Народна певачица рад Франа Кршинића 1930.
- Портрет пријатеља рад Сретена Стојановића 1920.